# Albin Müller

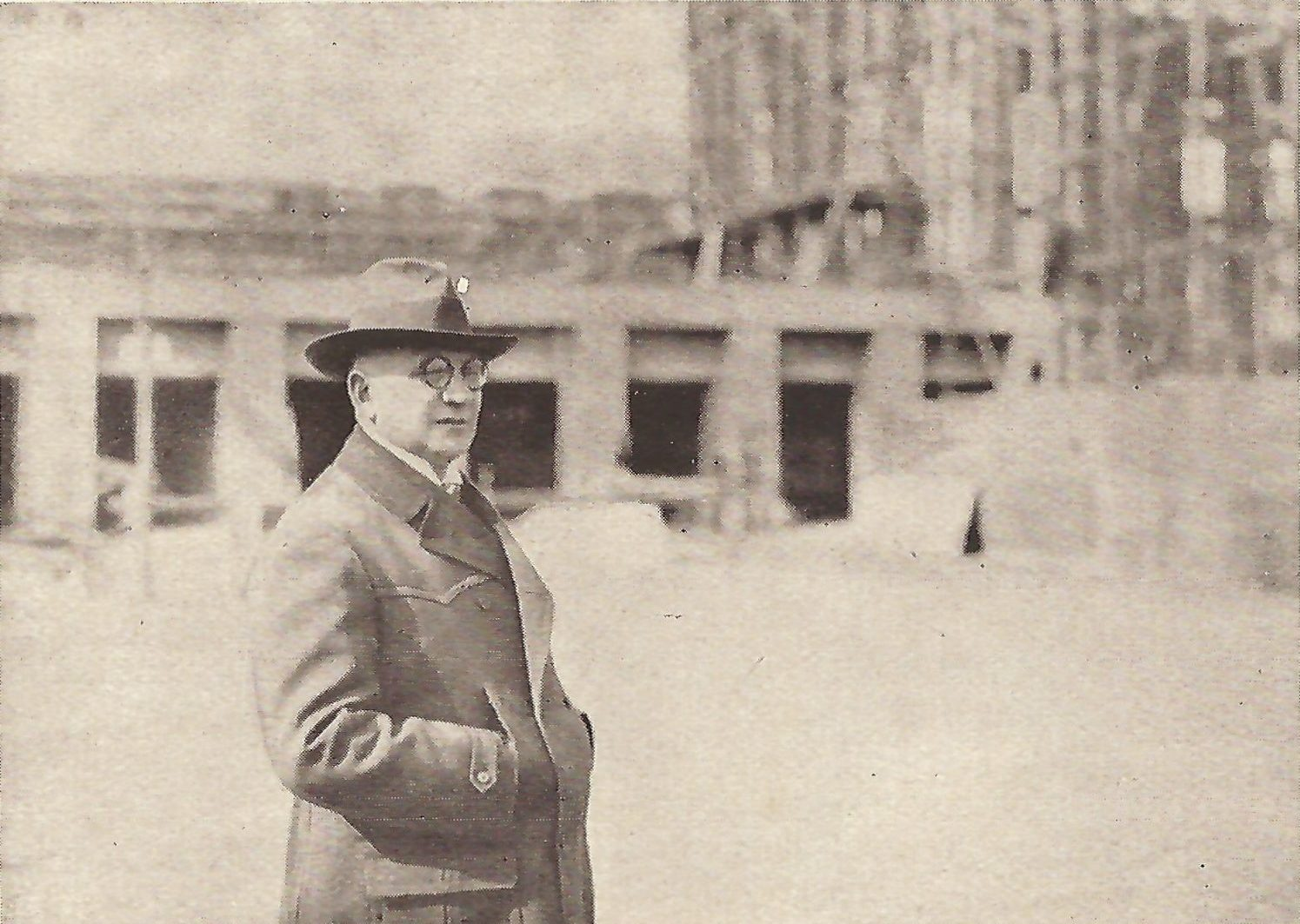
Albin Müller, 1927

Albin Müller, auch bekannt unter dem Künstlernamen Albinmüller, (* 13. Dezember 1871 in Dittersbach (Erzgebirge); † 2. Oktober 1941 in Darmstadt; vollständiger Name: Albin Camillo Müller) war ein deutscher Architekt, Pädagoge und Gestalter.

## Leben
Müller absolvierte von 1884 bis 1887 in der Tischlerei seines Vaters eine Tischlerlehre. Als Geselle war er zunächst in verschiedenen Möbelfabriken und Tischlereien tätig, bevor er an der Kunstgewerbeschule Mainz studierte. Nebenher arbeitete er als Möbelzeichner.
Auf der Ausstellung „Heim und Herd“ in Dresden erhielt er 1899 eine erste Auszeichnung für Innenarchitektur.

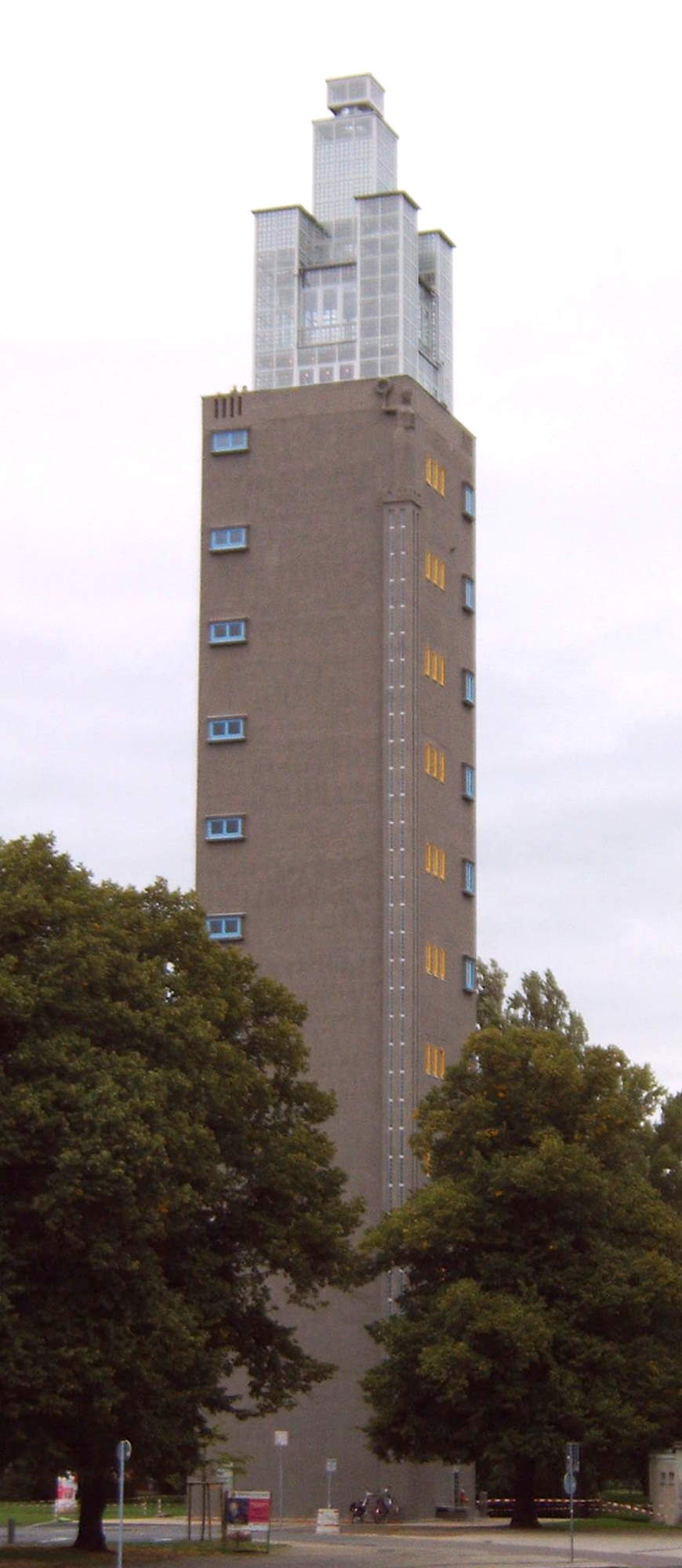
Albinmüller-Turm in Magdeburg

1900 wurde Müller Lehrer an der Kunstgewerbe- und Handwerkerschule Magdeburg. Mit ihm zog ein neuer künstlerischer Geist in diese Schule ein. Nach dem Zeichenunterricht übernahm er 1903 auch die Klasse für Metallgestaltung und Innenraum. 1905 wurde er Leiter der neu gebildeten Abteilung für Innenraum und Architektur. Ursprünglich im Jugendstil verwurzelt, fand er während seiner Lehrtätigkeit zu einer konstruktiven Gestaltung und einer strengen, tektonischen Ornamentik. Er schuf 1905 das später zerstörte Trauzimmer im Magdeburger Standesamt und das Stilzimmer der Neuzeit im 1906 eröffneten Kaiser-Friedrich-Museum.
Müller feierte mit seinen Möbelentwürfen internationale Erfolge. So erhielt er auf der Weltausstellung St. Louis 1904 für den Entwurf und die Ausführung eines Herrenzimmers (das so genannte Magdeburger Zimmer) den Grand Prix. Weitere Anerkennung erhielt er dort für künstlerische Gusseisenarbeiten (Briefbeschwerer, Leuchter etc.).
Müller bildete sich in Magdeburg autodidaktisch zum Architekten weiter.
1906 wurde er an die Darmstädter Künstlerkolonie berufen, in der er nach Joseph Maria Olbrichs Tod (1908) zum führenden Architekten wurde. 1907 wurde er zum Professor ernannt, von 1907 bis 1911 war er Lehrer für Raumkunst am Großherzoglichen Lehratelier für angewandte Kunst. Die Darmstädter Künstlerkolonie löste sich während des Ersten Weltkriegs auf. Aus dieser Zeit (1906–1912) stammen auch zahlreiche bedeutende Entwürfe für die Jugendstilphase der Westerwälder Steinzeugindustrie. 1910 wurde ein Entwurf (Form und Dekor) von Albin Müller in der Burgauer Porzellan-Manufaktur Ferdinand Selle ausgeführt. Das Tafel- wie auch das Kaffee- und Teeservice trugen den Namen „Professor Müller“. Der Entwurf, der erfolgreich in Serie ging, war ein Jahr zuvor als nicht realisierbar von der Meißener Porzellanmanufaktur abgelehnt worden. 1910 jedoch wurden die Müller’schen Entwürfe mit großem Beifall zur Leipziger Herbstmesse angenommen, auf der Brüsseler Weltausstellung 1910 gar mit einer Goldmedaille ausgezeichnet.
Seit 1917 verwendete er den Künstlernamen „Albinmüller“. Nach dem Ersten Weltkrieg veröffentlichte er viele Architekturpublikationen, betätigte sich als Maler und entwarf Siedlungshäuser.
1926 wurde Müller zum Architekten der Deutschen Theaterausstellung 1927 in Magdeburg berufen. Er entwarf das heute noch vorhandene Pferdetor und den Aussichtsturm Rotehornpark im Magdeburger Rotehornpark sowie weitere nicht erhaltene Gebäude. 1928 betrieb Müller Studien zum Sakralbau und zu monumentalen Denkmälern. 1934 wandte er sich der Landschaftsmalerei zu und betätigte sich auch als Schriftsteller.
Die Städte Magdeburg und Darmstadt benannten den Albinmüllerweg nach ihm.

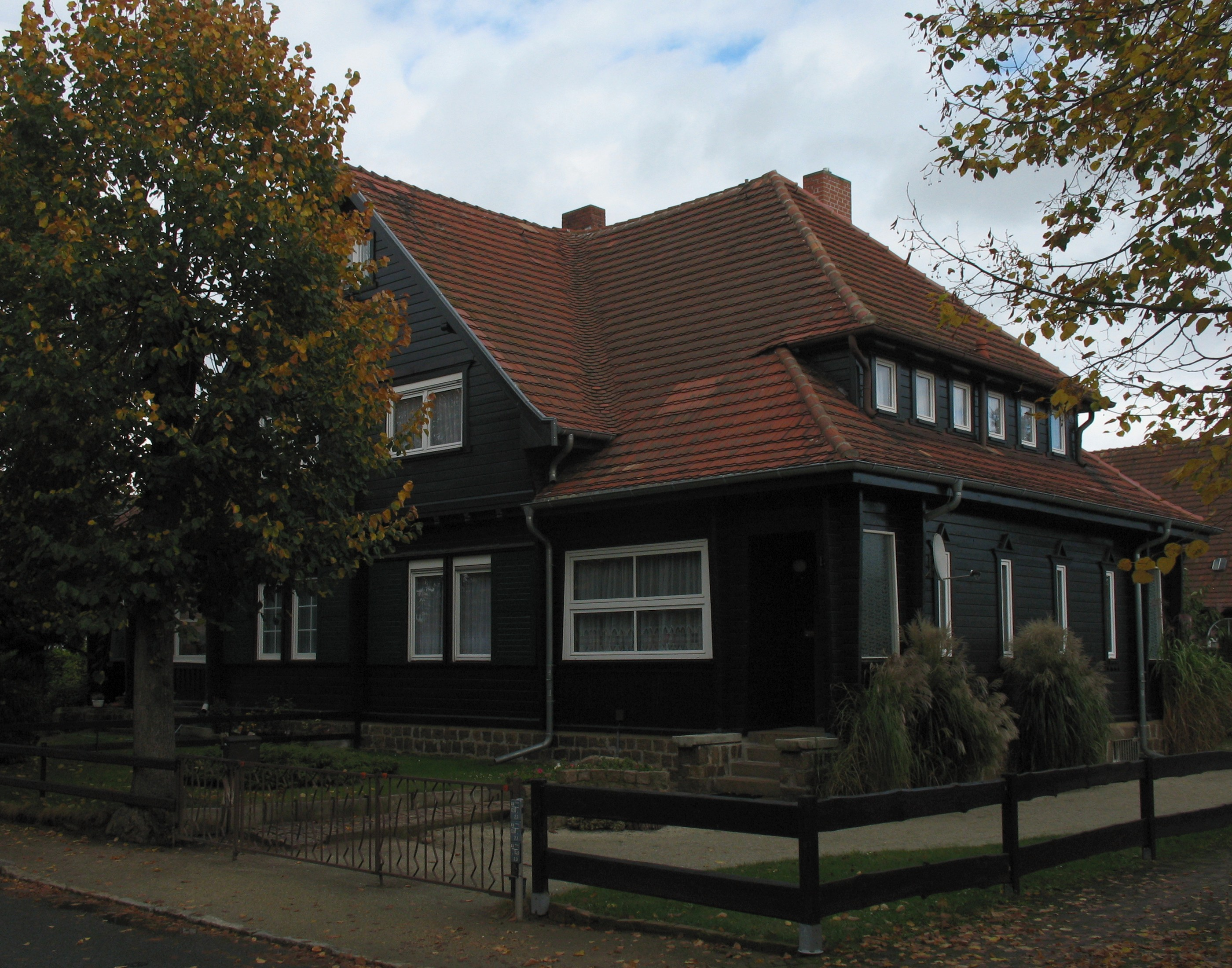
„Neu-Ödernitz“ in Niesky

Albin Müller wurde auf dem Waldfriedhof Darmstadt (Grabstelle: L 9c 178) bestattet.

## Bauten und Entwürfe

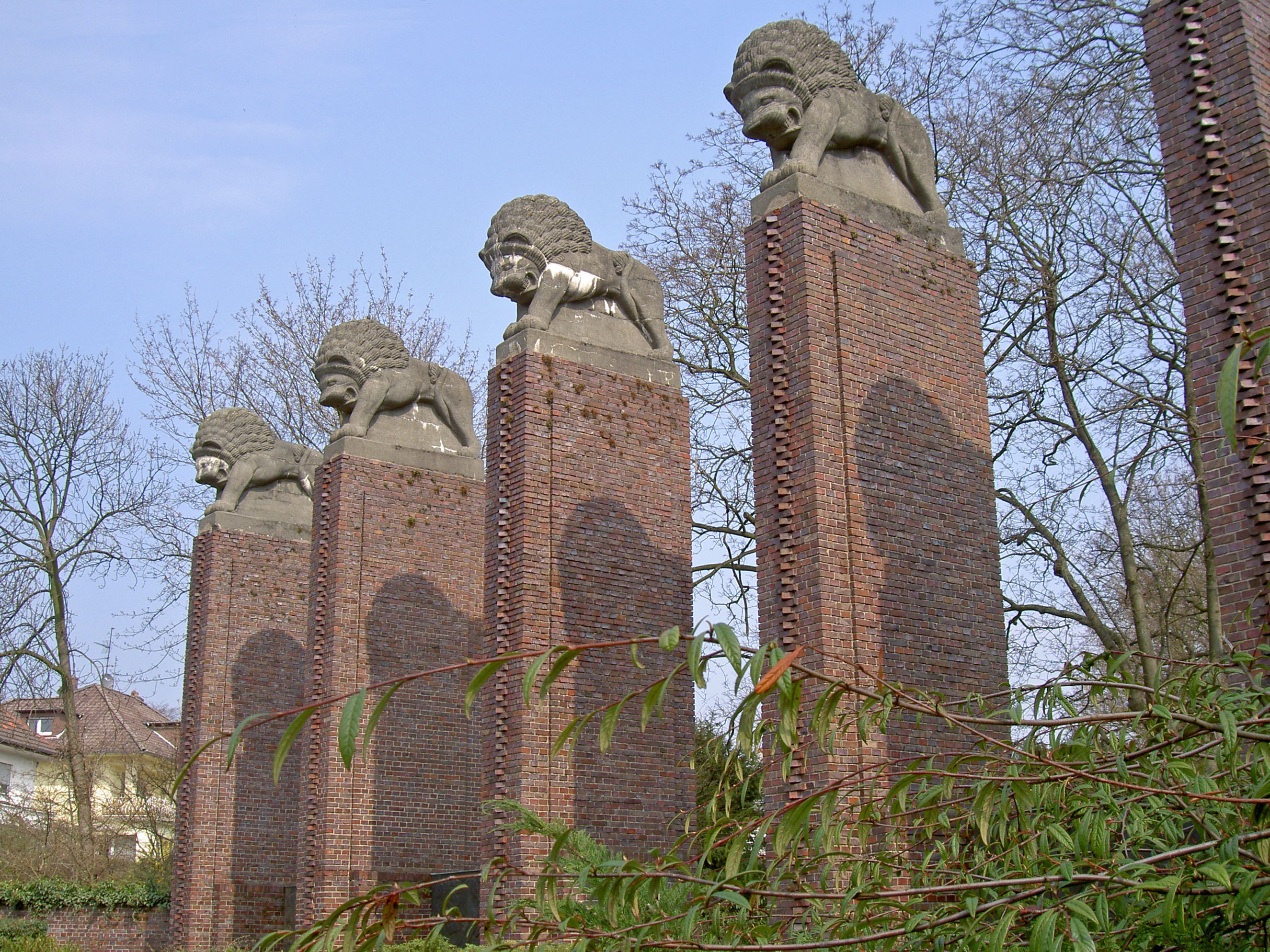
Löwentor in Darmstadt (Skulpturen von Bernhard Hoetger)

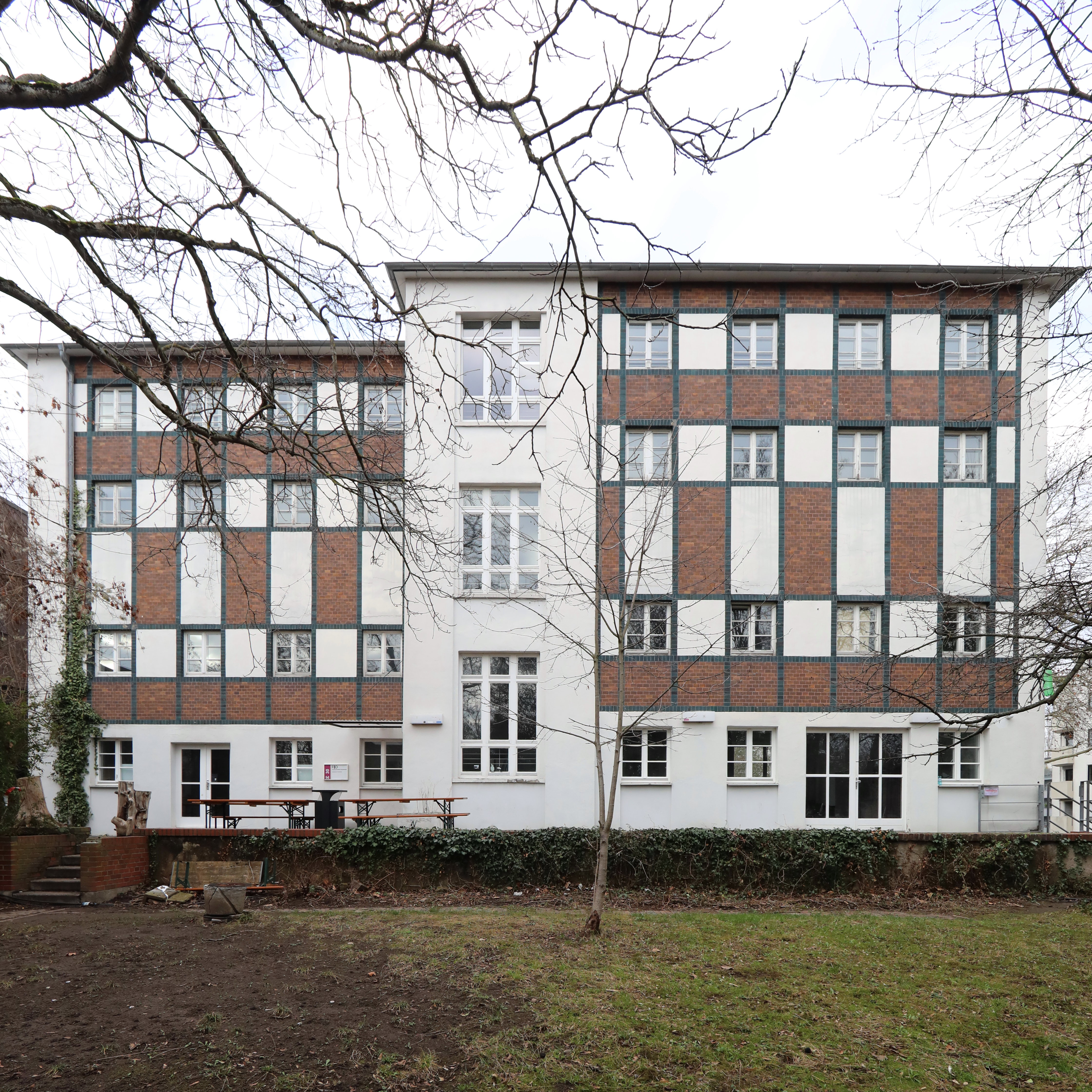
Ateliergebäude in Darmstadt

### Innenräume
- Dankwarth & Richters Weinstuben in Magdeburg (1903/1904, zerstört)
- Sanatorium Dr. Barner in Braunlage (Harz) (1905, 1913–1914)

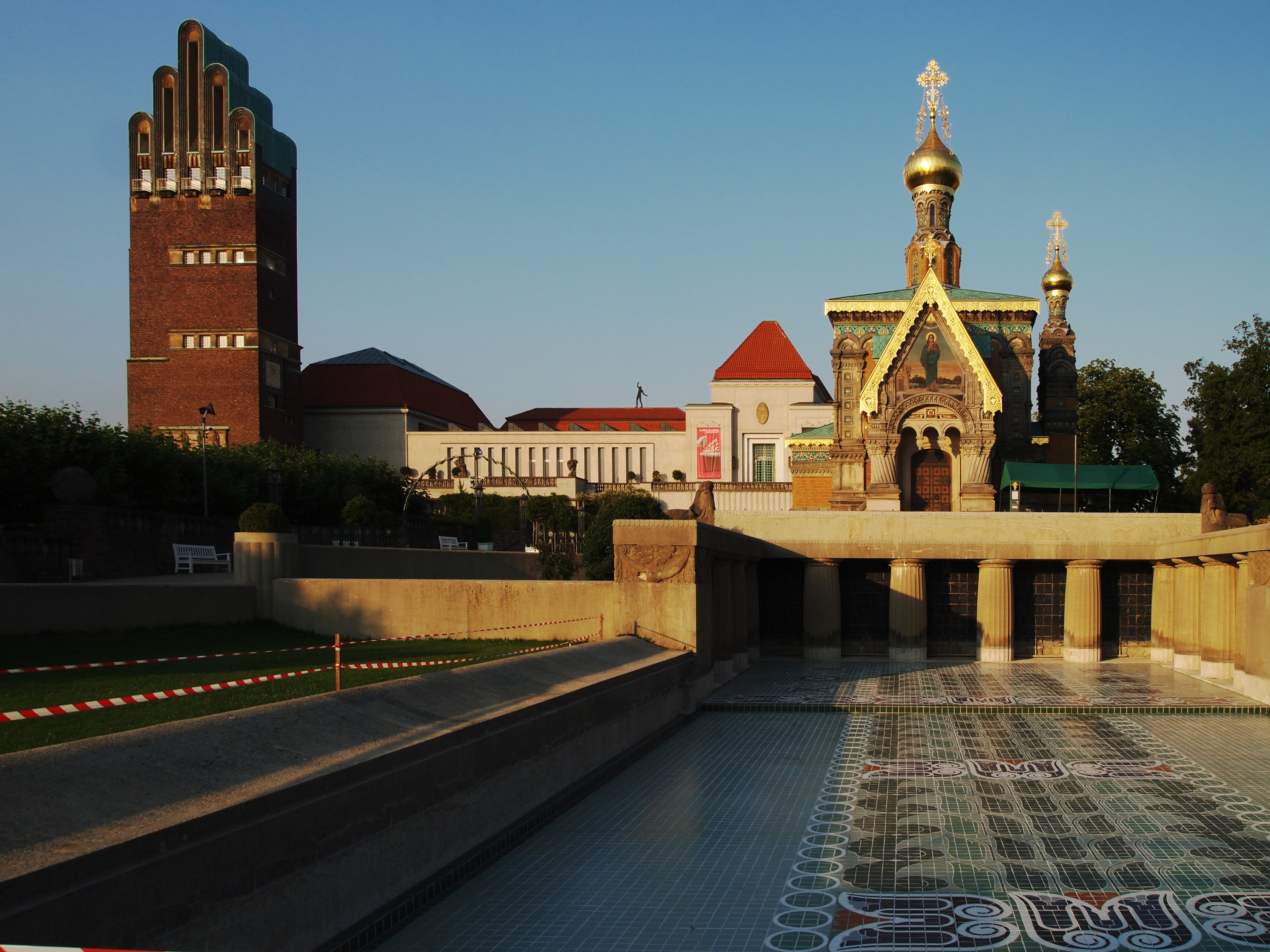
Brunnenanlage auf der Mathildenhöhe

### Gebäude
- Gartenpavillon auf der III. Deutschen Kunstgewerbe-Ausstellung Dresden 1906
- Ausstellungsgebäude für angewandte Kunst und Ausstellungsgebäude für Architektur auf der Hessischen Landesausstellung 1908 in Darmstadt, teilweise erhalten
- Villa für den Fabrikanten W. Emmelius in Bad Godesberg, Rheinallee 32 (1910–1911)
- Haus Dahlmann-Wenzel, Magdeburg, Harnackstraße 12 (1910–1911)
- eigenes Wohnhaus in Darmstadt auf der Mathildenhöhe, Nikolaiweg 16 (1911–1912, zerstört)[2]
- Wohnhaus Ramdohr in Magdeburg (1911–1912)
- Sanatorium Dr. Barner in Braunlage (Harz) (1908–1910 / 1911–1914)[3]
- Wohnhaus für den Chirurgen Prof. Dr. med. habil. Walther Wendel[4] in Magdeburg, Humboldtstraße 14 (1912)
- Wohnhaus Oppenheimer in Darmstadt, Paulusviertel, Roquetteweg 28 (1913–1914)
- Grabmal Hahn in Magdeburg (1913–1914)
- Wohnbebauung auf der Mathildenhöhe in Darmstadt, Olbrichweg (1913–1914, zerstört)
- Brunnenanlage und Becken vor der Russischen Kapelle auf der Mathildenhöhe in Darmstadt (1914)
- Schwanentempel auf der Mathildenhöhe in Darmstadt (1914)
- zerlegbares und transportables Holzhaus auf der Mathildenhöhe in Darmstadt (1914; wiederaufgebaut in Fuldatal bei Kassel, bis heute bewohnt.)[5]
- Krematorium in Magdeburg (1919) (?)
- Doppelhaus „Neu-Ödernitz“ (Holzfertigteil-Haus der Fa. Christoph & Unmack) in Niesky, Christophstraße 11/13 (1921)
- Umbau eines Geschäftshauses für die Deutsche Vereinsbank in Darmstadt, Neckarstraße (1923–1924)
- Wohnhaus (heutiges „Bischof-Wienken-Haus“) in Dresden, Tiergartenstraße 74 (1925–1926)
- Aussichtsturm mit Café in Magdeburg, auf der Elbinsel Rotehorn (1927)
- Villa für Alois Winnar in Ústí nad Labem, Hanzlíčkova 4 (1930–1932)[6]

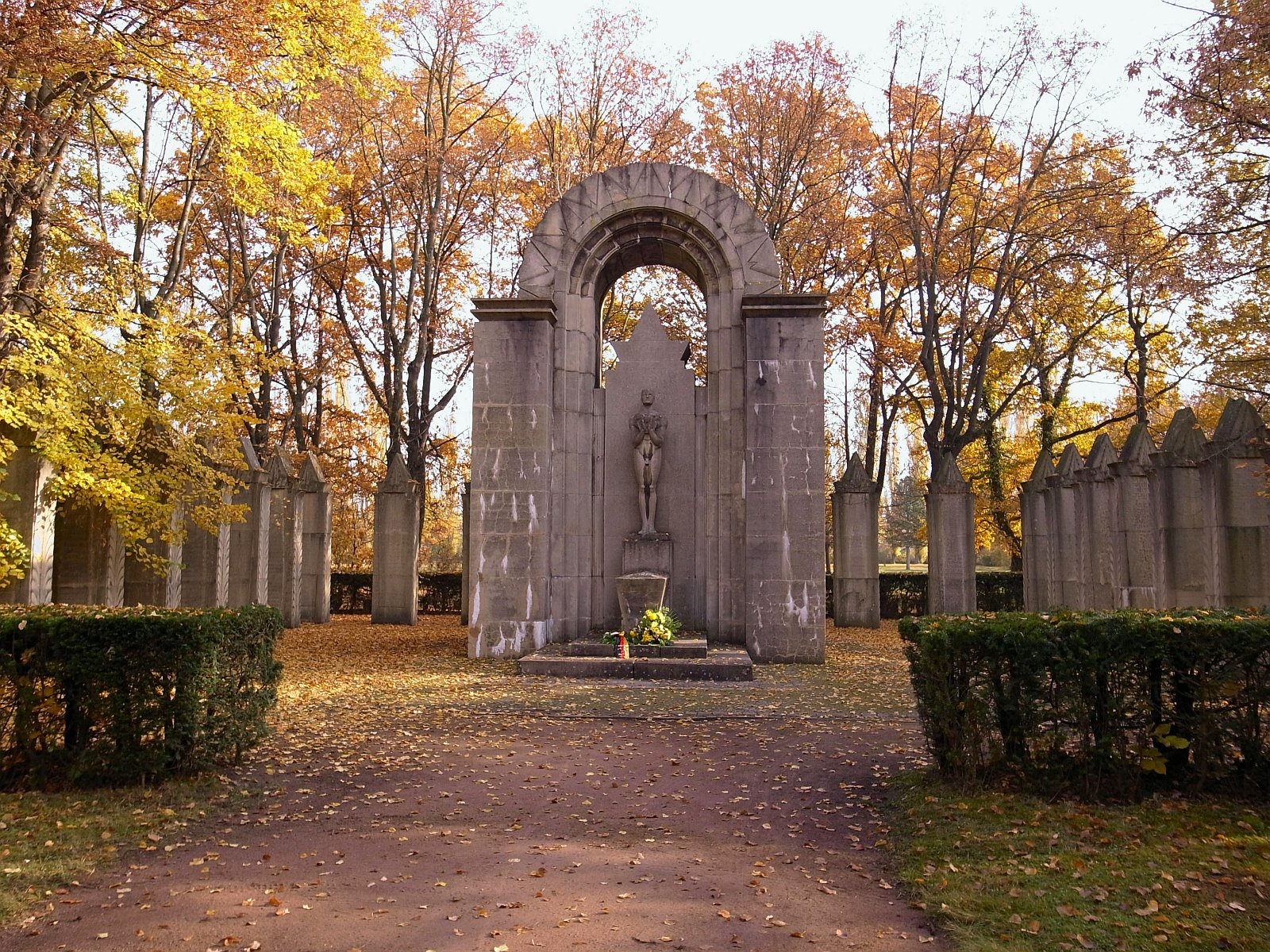
Boelcke-Denkmal, Ehrenfriedhof Dessau

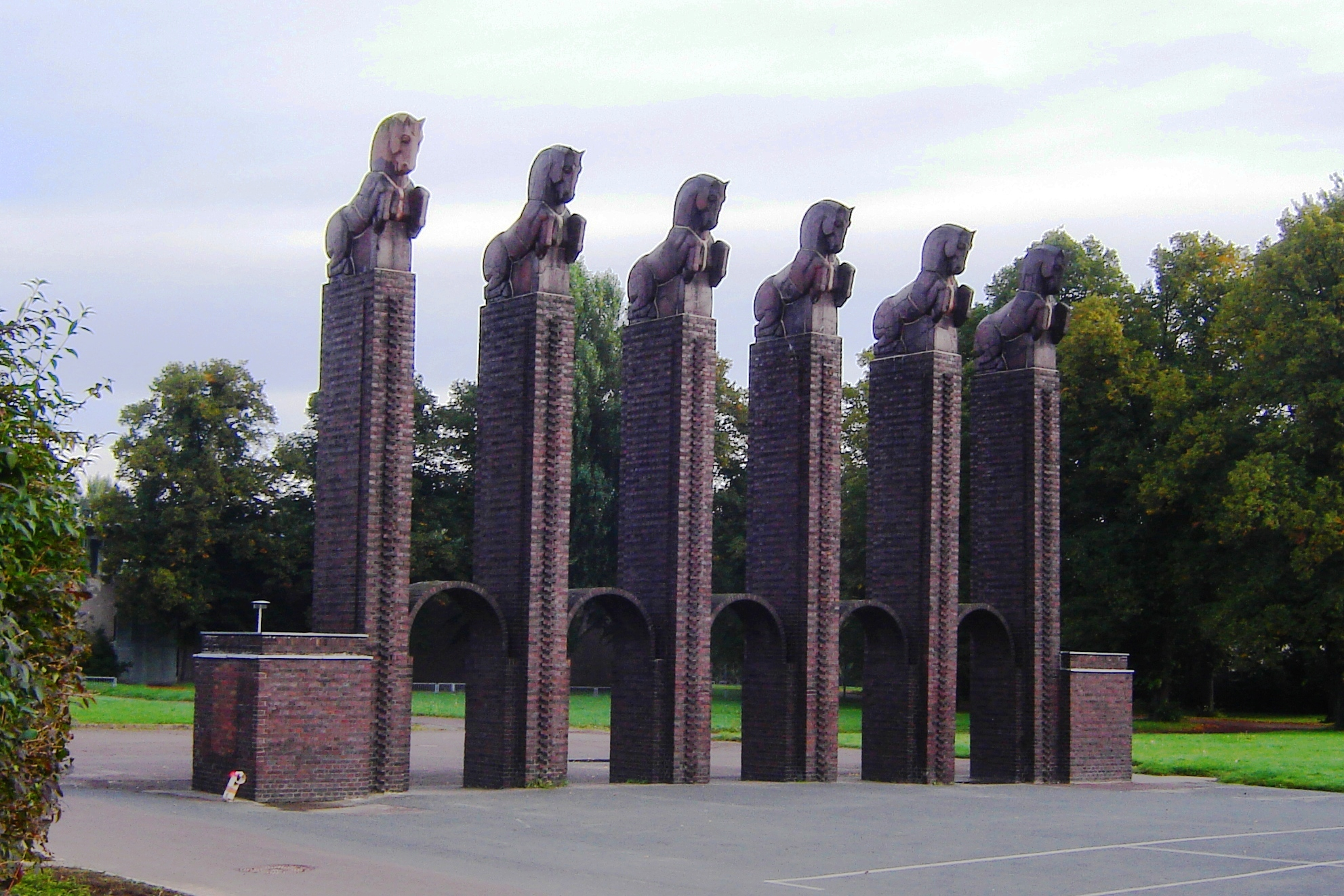
Pferdetor in Magdeburg

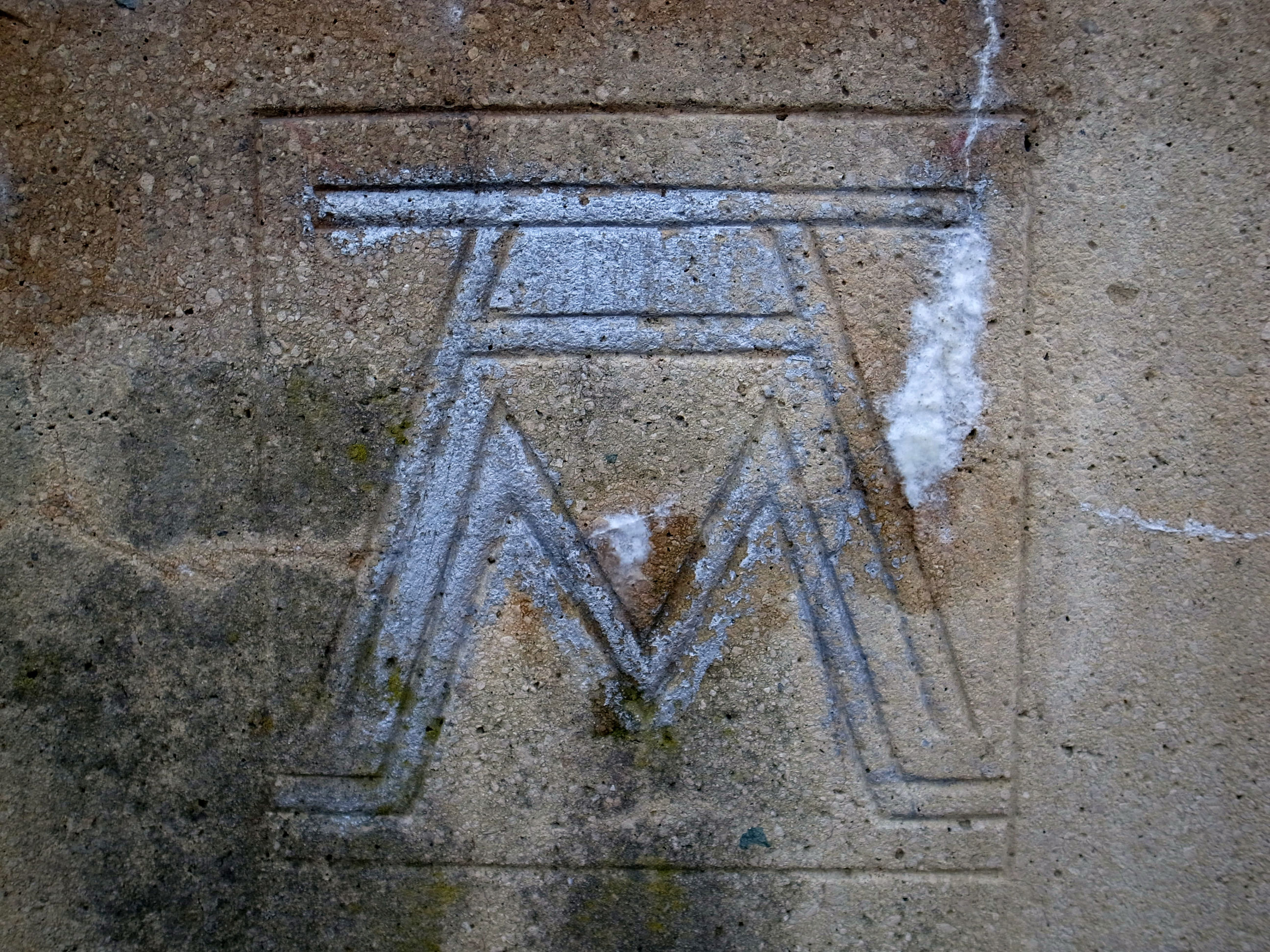
Signatur von Albin Müller

### Denkmäler
- Dreikönigsdenkmal in Frauenstein (Erzgebirge) (1911 entworfen, 1913 ausgeführt, 1973 entfernt)
- Löwentor in Darmstadt (1914, 1927 verändert und transloziert)
- Boelcke- und Kriegerdenkmal auf dem Ehrenfriedhof in Dessau (1921) (zusammen mit dem Bildhauer Walter Kieser)
- Pferdetor in Magdeburg neben der Stadthalle (1927)
- Denkmal für die Gefallenen des Ersten und Zweiten Weltkrieges in Schneeberg (Erzgebirge) (1929)

### Innenausstattung
- Herren-Arbeitszimmer (III. Deutsche Kunstgewerbe-Ausstellung Dresden 1906)
- Trauzimmer (III. Deutsche Kunstgewerbe-Ausstellung Dresden 1906)
- Wohn- und Empfangszimmer (III. Deutsche Kunstgewerbe-Ausstellung Dresden 1906)
- Schrank mit Intarsien (III. Deutsche Kunstgewerbe-Ausstellung Dresden 1906)
- Serpentinsteinarbeiten (Tischstanduhr, Schreibtischutensilien) (III. Deutsche Kunstgewerbe-Ausstellung Dresden 1906)
- Taufstein und Heizkörperverkleidung (III. Deutsche Kunstgewerbe-Ausstellung Dresden 1906)
- Eisenkunstgussarbeiten (Tischspiegel, Kandelaber) (III. Deutsche Kunstgewerbe-Ausstellung Dresden 1906)

### Nicht ausgeführte Entwürfe
- 1910: Wettbewerbsentwurf für ein Bismarck-Nationaldenkmal auf der Elisenhöhe bei Bingerbrück (nicht prämiert)[7]
- 1923: Entwurf für das Stadttheater in Dessau

## Schriften
- Architektur und Raumkunst. Ausgeführte Arbeiten nach Entwürfen von Albin Müller. Baumgärtner, Leipzig o. J. (1909) (Digitalisat).
- Werke der Darmstädter Ausstellung 1914 und andere Arbeiten nach Entwürfen von Albinmüller. Peters, Magdeburg 1917.
- Holzhäuser. J. Hoffmann, Stuttgart o. J. (1922).
- Denkmäler, Kult- und Wohnbauten. Wittich, Darmstadt 1933.
- Aus meinem Leben. Manuskript, ca. 1940. (erst 2007 veröffentlicht, vgl. Literatur)
- Heimatland. um 1940.